# آنالیز سنتز برگشتی
آنالیز سنتز برگشتی روشی برای حل مسایل موجود در برنامه‌ریزی‌های سنتز آلی محسوب می‌گردد. این روش بر اساس تبدیل مولکول هدف به پیش ماده‌های ساده‌تر بدون در نظر گرفتن مواد اولیه است. هر پیش ماده توسط روش مشابهی مورد بررسی قرار می‌گیرد. این روش تا زمان دست یابی به پیش ماده ای ساده یا قابل حصول از نظر تجاری تکرار می‌گردد. الیاس کوری این مفهوم را در کتاب خود منطق سنتز شیمیایی توضیح داده‌است.
توانایی آنالیز سنتز برگشتی در طراحی یک سنتز آشکار می‌شود. هدف از آنالیز سنتز برگشتی ساده‌سازی ساختاری است. اغلب یک سنتز دارای بیش از یک مسیر ممکن است. آنالیز سنتز برگشتی به خوبی برای کشف، مقایسه و امکان‌سنجی مسیرهای مختلف سنتزی مطالعه شده‌است. در هر یک بخشهای انجام آنالیز، برای تعیین اینکه آیا جزء مورد نظر در حال حاضر در منابع علمی موجود است (به عبارتی قبلاً سنتز شده‌است یا خیر)، می‌توان از پایگاه‌های علمی موجود استفاده نمود.

## تعاریف
گسستن
یک مرحله از آنالیز سنتز برگشتی شامل شکستن یک پیوند به منظور تشکیل دو (یا تعداد بیشتری) سینتون است.
رترون
کوچکترین زیرساختار مولکولی که انجام برخی تحولات مشخص را قادر می‌سازد.
درخت آنالیز سنتز
یک نمودار مستقیم غیر حلقوی از چندین مسیر برگشتی سنتزی یک مولکول هدف مشخص.
سینتون
یک جزء مولکولی فرضی (ایدئال) است. یک سینتون و یک هم ارز سنتزی معادل آن که از نظر تجاری در دسترس است در زیر نشان داده شده:
هدف
ترکیب نهایی مورد نظر.
تبدیل
معکوس واکنش سنتزی؛ تشکیل مواد اولیه با شروع از یک محصول واحد.

## مثال
یک مثال به ما اجازه خواهد داد که مفهوم آنالیز سنتز برگشتی به راحتی برای ما قابل درک گردد.